# Filomeno Caseñas

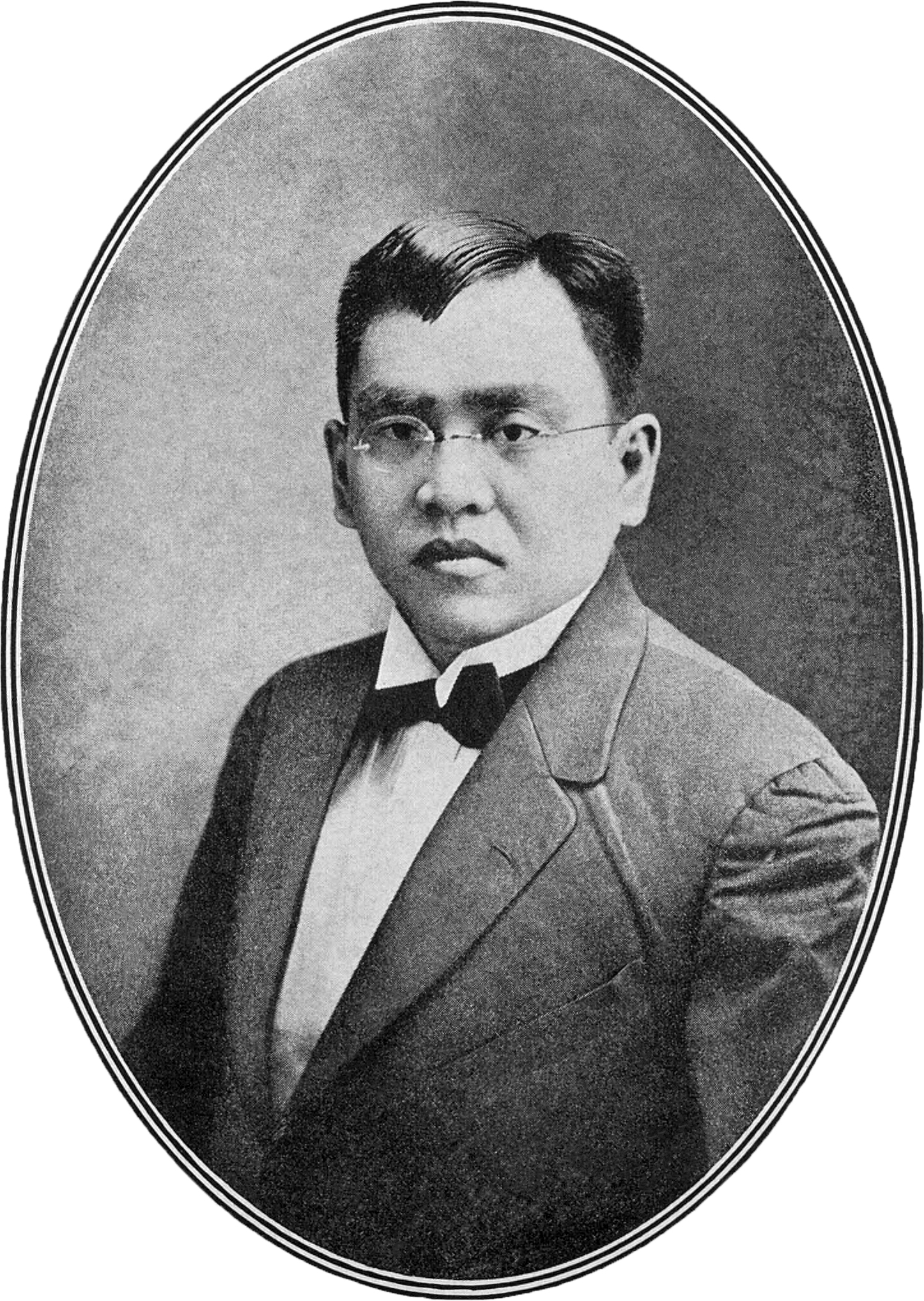
Filomeno Caseñas

Filomeno O. Caseñas (Jagna, 15 april 1888 - 13 december 1952) was een Filipijns advocaat en politicus. Hij was lid van het Filipijns Huis van Afgevaardigden van 1916 tot 1922 en van 1931 tot 1934. Tevens was Caseñas gouverneur van de provincie Bohol van 1925 tot 1931.

## Biografie
Filomeno Caseñas werd geboren op 15 april 1888 in Jagna in de Filipijnse provincie Bohol. Hij was het oudste kind van zes kinderen van Catalino Caseñas en Buenaventura Orbeta. Hij volgde onderwijs aan het San Carlos-seminarie in Cebu City waar hij in 1900 middelbare schoolopleiding afrondde. In 1905 behaalde hij er een Bachelor of Arts-diploma en aansluitend volgde hij een opleiding tot priester, die hij in 1909 afrondde. Omdat hij toen nog te jong was om tot priester gewijd te worden studeerde Caseñas aansluitend rechten aan de University of Santo Tomas. In 1914 voltooide hij ook deze rechtenstudie. Tijdens deze studie ontmoette hij zijn vrouw Michaela Lloren, met wie hij rond 1913 trouwde. 
Na zijn studie was Caseñas van 1914 tot 1916 viceburgemeester van Jagna. In 1916 werd hij gekozen in het Filipijns Huis van Afgevaardigden namens het 3e kiesdistrict van Bohol. Bij de verkiezingen van 1919 werd Caseñas herkozen voor een tweede termijn van drie jaar. Nadien was hij van 1925 tot 1931 twee termijn gouverneur van de provincie Bohol. Gedurende deze periode speelde Caseñas een belangrijke rol bij de oprichting van de Filipino American High School in Jagna, het latere Central Visayan Institute. In 1931 werd Caseñas nogmaals voor een termijn van drie jaar gekozen tot afgevaardigde van het 3e kiesdistrict van Bohol. In 1934 slaagde hij er niet in herkozen te worden. President Manuel Quezon benoemde hem later tot bestuurder van het Land Settlement Project. Nadat de Japanners de Filipijnen veroverden in de Tweede Wereldoorlog trok Caseñas terug naar Bohol.
Caseñas overleed in 1944 op 56-jarige leeftijd aan een longontsteking. Hij was getrouwd met Michaela Lloren. Samen kregen ze acht kinderen, waarvan er vijf de volwassen leeftijd bereikten.